# Clyde Smith

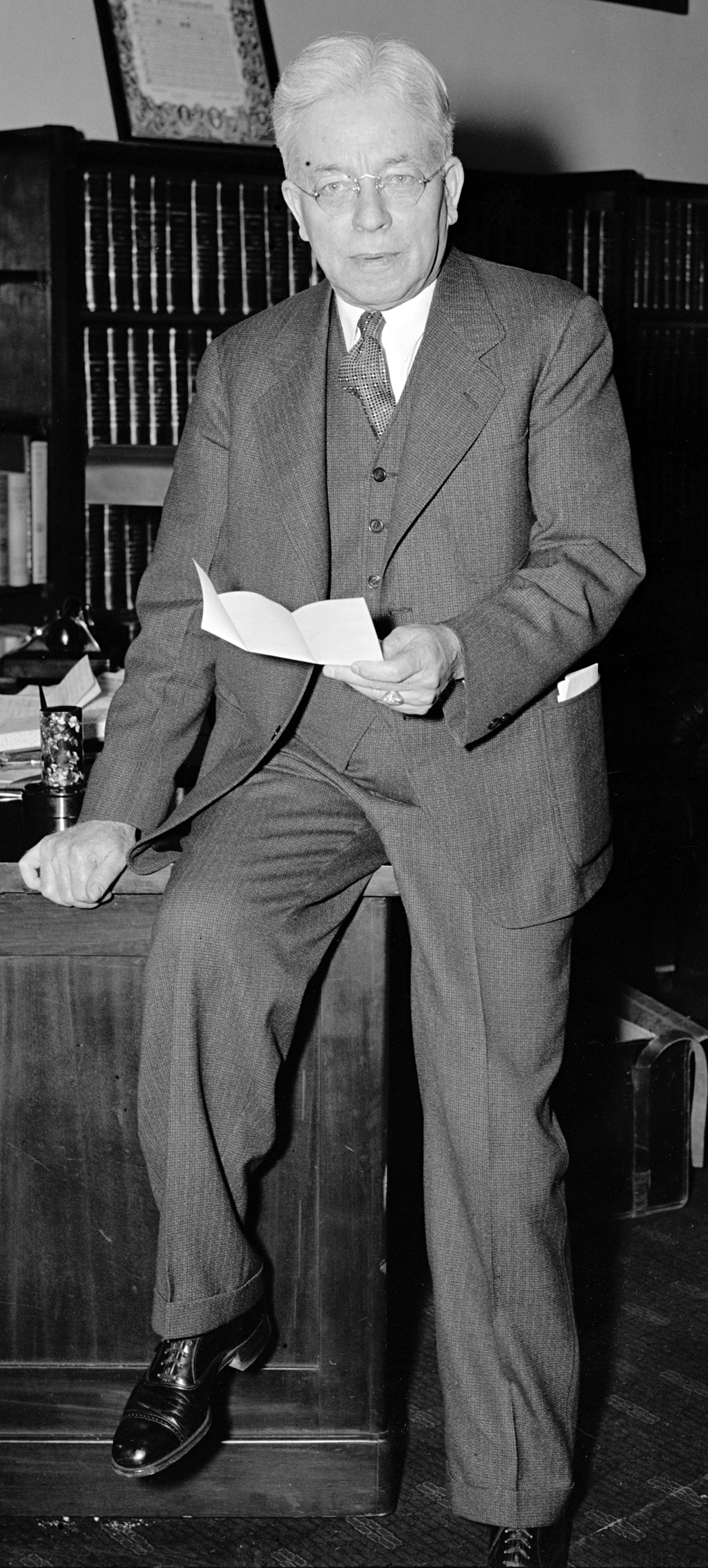
Clyde Smith (1939)

Clyde Harold Smith (* 9. Juni 1876 bei Harmony, Somerset County, Maine; † 8. April 1940 in Washington, D.C.) war ein US-amerikanischer Politiker. Zwischen 1937 und 1940 vertrat er den Bundesstaat Maine im US-Repräsentantenhaus.

## Werdegang
Im Jahr 1891 zog Clyde Smith mit seinen Eltern nach Hartland (Maine). Dort besuchte er die öffentlichen Schulen sowie die Hartland Academy. Anschließend wurde er zunächst selbst als Lehrer tätig. Zwischen 1903 und 1906 war er Schulrat in Hartland. Ab 1901 war er auch im Kleiderhandel und im Eisenwarengeschäft involviert. Von 1904 bis 1907 war Smith Gemeinderat seiner Heimatgemeinde. Danach fungierte er bis 1909 als Sheriff im Somerset County. Dazu war er nach Skowhegan umgezogen. Dort stieg er auch in den Automobilhandel und das Zeitungsgeschäft ein. Später engagierte er sich überdies in der Immobilienbranche und auf dem Bankensektor. Zwischen 1914 und 1932 war er auch im Gemeinderat von Skowhegan.
Politisch war Smith Mitglied der Republikanischen Partei. Zwischen 1899 und 1903 sowie nochmals von 1919 bis 1923 saß er als Abgeordneter im Repräsentantenhaus von Maine; von 1923 bis 1929 gehörte er dem Staatssenat an. Smith war ein entschiedener Gegner des Ku-Klux-Klans. Von 1928 bis 1932 war er Vorsitzender des Autobahnausschusses seines Staates; zwischen 1933 und 1937 zählte Smith zum Beraterstab des Gouverneurs.
Bei den Kongresswahlen des Jahres 1936 wurde Smith im zweiten Wahlbezirk von Maine in das US-Repräsentantenhaus in Washington gewählt. Dort trat er am 3. Januar 1937 die Nachfolge von Edward C. Moran von der Demokratischen Partei an. Nach einer Wiederwahl im Jahr 1938 konnte er bis zu seinem Tod am 8. April 1940 im Kongress verbleiben. In dieser Zeit wurden dort weitere New-Deal-Gesetze verabschiedet. Nach seinem Tod fiel sein Mandat nach einer Nachwahl an seine Frau Margaret, die es bis 1949 ausübte und später in den US-Senat wechselte.